# Viola frigida
Viola frigida Phil. – gatunek roślin z rodziny fiołkowatych (Violaceae). Występuje naturalnie w środkowym i północnym Chile oraz północno-zachodniej części Argentyny. 

## Morfologia
PokrójBylina tworząca kłącza.
LiścieBlaszka liściowa ma eliptyczny kształt. Mierzy 3–10 mm długości oraz 2–4 mm szerokości, jest karbowana na brzegu, ma zbiegającą po ogonku nasadę i tępy wierzchołek. Ogonek liściowy jest nagi. Przylistki są lancetowate.
KwiatyPojedyncze, wyrastające z kątów pędów. Mają działki kielicha o lancetowatym kształcie. Płatki są odwrotnie jajowate i mają białą lub purpurową barwę, dolny płatek posiada obłą ostrogę.

## Biologia i ekologia
Rośnie na skarpach i terenach skalistych. Występuje na wysokości od 3000 do 4000 m n.p.m.